# Lapo Binazzi
Lapo Binazzi (* 1943 in Florenz) ist ein italienischer Designer.

## Leben und Werk
Lapo Binazzi gründete 1967 mit Carlo Bachi, Patrizia Cammeo, Riccardo Foresi und Titti Maschietto die Gruppe UFO. 1971 schloss Lapo Binazzi ein Studium an der Universität Florenz ab und lehrte dort bis 1977 als Gastdozent. Von 1981 bis 1982 lehrte er an der Architectural Association School of Architecture und ab 1985 an der Domus Academy in Mailand.

„Lapo Binazzi gehört – ebenso wie Branzi, Deganello und Sottsass zu den italienischen Designern, die Ende der Sechziger Jahre in Gruppen wie „Archizoom“, „Superstudio“, „UFO“ und „999“ das „disegno radicale“ entwickelten. Eine offene Form, die sich gegen Gewohnheit, Geradlinigkeit, Ordnungswahn, Gesetzestreue und gegen den Markt, gegen die eigene Vermarktung zur Wehr setzte.“

## Ausstellungen (Auswahl)
- 1968 und 1973: La Triennale di Milano, Mailand
- 1971: Biennale von Paris, Paris
- 1978: Biennale di Venezia, Venedig
- 1981: „Design by Circumstances“, New York
- 1981: „Provokationen“, Hannover
- 1987: documenta 8, Kassel[2]
- 2013: „UFO Story, from Radical Architecture to Global Design“ Centro per l’arte contemporanea Luigi Pecci, Florenz[4]